# MB Trac

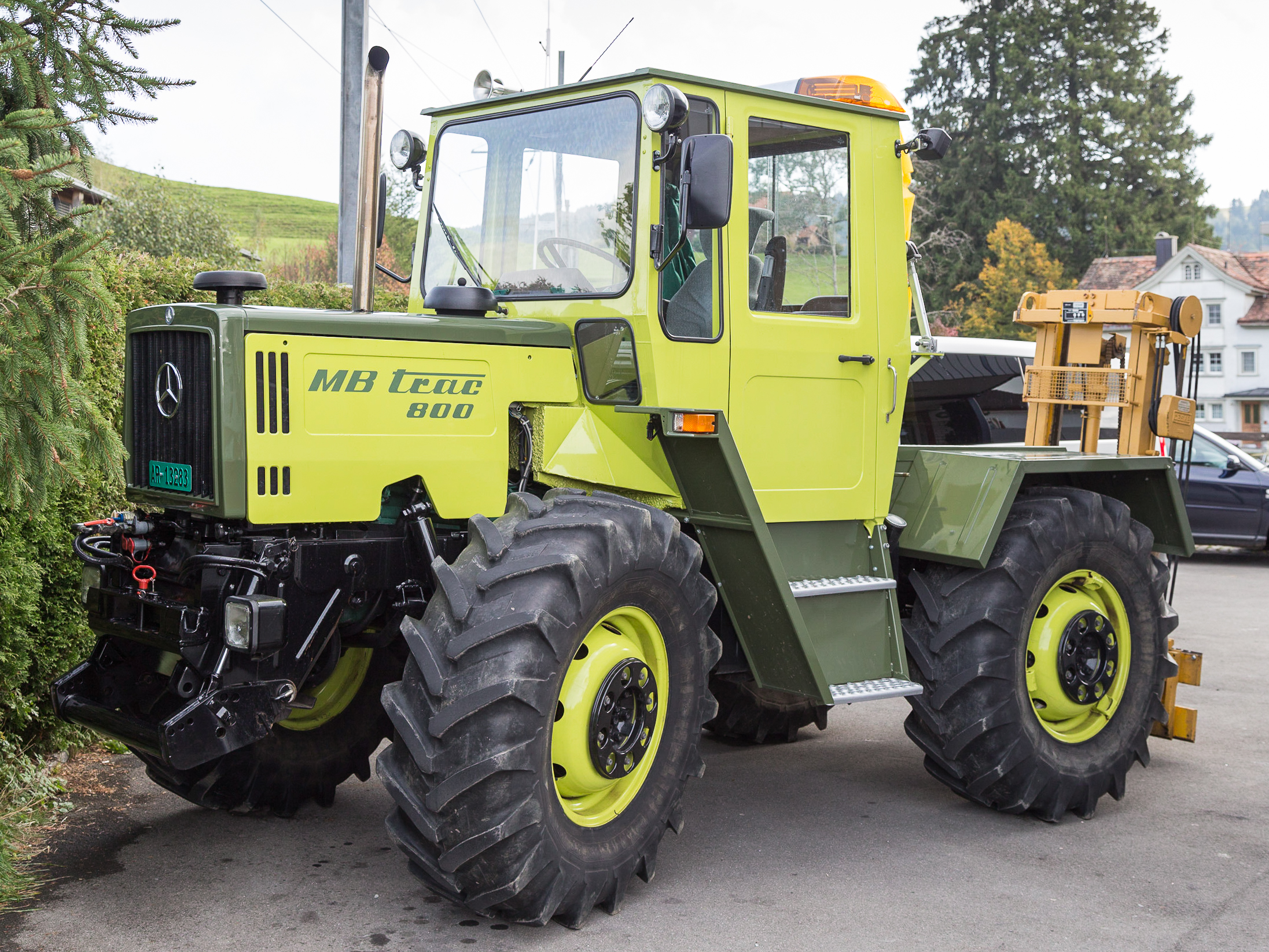
MB Trac 800

De MB Trac was een tractor die werd gemaakt door Mercedes-Benz. Oorspronkelijk was het voertuig bedoeld voor de Bundeswehr maar daar zag men van de aankoop af. Mercedes-Benz heeft toen de MB trac omgebouwd tot een tractor. De MB Trac stond vooral bekend om haar hoge snelheid van 50km/uur.
De MB Trac is een ontwikkeling op basis van het Unimog onderstel (UNIversal MOtor Gerät).
Omdat de Unimog eigenlijk een trekvoertuig was, is de MB Trac op de markt gebracht als een soort systeemtrekker met een perfecte gewichtsverdeling op de voor- en achteras.
Het is een vierwiel aangedreven trekker met vier even grote wielen.
Het is mogelijk om aan de voor- en achterzijde werktuigen aan te koppelen via een zogenaamde driepunts hefinrichting.
De eerste MB Trac 65/70 verscheen in 1972 op de markt. Mercedes bouwde in 1991 de laatste MB Trac, waarna de productielijn werd verkocht aan de firma Werner Forsttechnik uit Trier. De tractoren worden daar sinds 1993 verhandeld onder de naam WF Trac.